# Allium praemixtum
Allium praemixtum är en amaryllisväxtart som beskrevs av Aleksei Ivanovich Vvedensky. Allium praemixtum ingår i släktet lökar, och familjen amaryllisväxter. Inga underarter finns listade i Catalogue of Life.